# Ivanivți, Novoukraiinka
Ivanivți (în ucraineană Іванівці) este un sat în comuna Rivne din raionul Novoukraiinka, regiunea Kirovohrad, Ucraina.

## Demografie
Componența lingvistică a localității Ivanivți
     Ucraineană (93,75%)
     Rusă (2,21%)
     Română (1,84%)
Conform recensământului din 2001, majoritatea populației localității Ivanivți era vorbitoare de ucraineană (93,75%), existând în minoritate și vorbitori de rusă (2,21%) și română (1,84%).